# Tryn (gmina)
Tryn (bułg. Община Трън)  − gmina w zachodniej Bułgarii, w obwodzie Pernik.

## Miejscowości
Miejscowości wchodzące w skład gminy Tryn:
- Bankja (bułg.: Банкя),
- Berainci (bułg.: Бераинци),
- Bochowa (bułg.: Бохова),
- Bogojna (bułg.: Богойна),
- Businci (bułg.: Бусинци),
- Butroinci (bułg.: Бутроинци),
- Cegriłowci (bułg.: Цегриловци),
- Dokjowci (bułg.: Докьовци),
- Dyłga łuka (bułg.: Дълга лука),
- Dołna Mełna (bułg.: Долна Мелна),
- Dżinczowci (bułg.: Джинчовци),
- Ełowica (bułg.: Еловица),
- Eruł (bułg.: Ерул),
- Ezdimirci (bułg.: Ездимирци),
- Filipowci (bułg.: Филиповци),
- Gławanowci (bułg.: Главановци),
- Głogowica (bułg.: Глоговица),
- Gorna Mełna (bułg.: Горна Мелна),
- Goroczewci (bułg.: Горочевци),
- Jarłowci (bułg.: Ярловци),
- Kosturinci (bułg.: Костуринци),
- Kożinci (bułg.: Кожинци),
- Kyszle (bułg.: Къшле),
- Lesznikowci (bułg.: Лешниковци),
- Lewa reka (bułg.: Лева река),
- Ljalinci (bułg.: Лялинци),
- Łomnica (bułg.: Ломница),
- Miłkjowci (bułg.: Милкьовци),
- Miłosławci (bułg.: Милославци),
- Mraketinci (bułg.: Мракетинци),
- Mramor (bułg.: Мрамор),
- Nasalewci (bułg.: Насалевци),
- Nedełkowo (bułg.: Неделково),
- Paramun (bułg.: Парамун),
- Penkjowci (bułg.: Пенкьовци),
- Prodancza (bułg.: Проданча),
- Radowo (bułg.: Радово),
- Rani ług (bułg.: Рани луг),
- Rejanowci (bułg.: Реяновци),
- Sliszowci (bułg.: Слишовци),
- Stajczowci (bułg.: Стайчовци),
- Strezimirowci (bułg.: Стрезимировци),
- Studen izwor (bułg.: Студен извор),
- Szipkowica (bułg.: Шипковица),
- Tryn (bułg.: Трън) - stolica gminy,
- Turokowci (bułg.: Туроковци),
- Welinowo (bułg.: Велиново),
- Widrar (bułg.: Видрар),
- Wrabcza (bułg.: Врабча),
- Wukan (bułg.: Вукан),
- Zabeł (bułg.: Забел),
- Zelenigrad (bułg.: Зелениград).